# ناتان فوآکالا
ناتان فوآکالا (انگلیسی: Nathan Fuakala؛ زادهٔ ۱۳ مارس ۲۰۰۱) بازیکن فوتبال اهل جمهوری کنگو است.